# Grid Legends
Grid Legends (gestileerd als GRID Legends) is een computerspel ontwikkeld door Codemasters en uitgegeven door Electronic Arts. Het racespel is uitgekomen op 25 februari 2022 en verscheen voor Windows, PlayStation 4, PlayStation 5, Xbox One en Xbox Series. Op 17 december 2024 kwam het ook beschikbaar voor iOS en Android.

## Spel
Het spel bevat ruim 130 racecircuits waarop spelers kunnen racen. Zo kan men in het spel rijden op bestaande circuits zoals Brands Hatch, Indianapolis Motor Speedway en Suzuka International Racing Course, en is het mogelijk om in de stedelijke gebieden van onder meer San Francisco, Parijs, Londen en Moskou te rijden.
In het spel zijn meer dan 100 voertuigen beschikbaar die zijn verdeeld over verschillende categorieën, waaronder enkele elektrische auto's.
Een nieuw element in dit spel is dat men zelf races kan samenstellen met aangepaste regels, routes, obstakels en voertuigbeperkingen.